# Sexy Cora
Sexy Cora (født Carolin Ebert, 2. maj 1987 i Berlin, Tyskland, død 20. januar 2011) var en tysk pornoskuespiller, model og realityshow-praktikant.
Hun var praktikant ved den tiende tyske udgave af Big Brother. Efter Big Brother udgav hun to singler, "My Love – La, La, La" og "Lass Uns Kicken".

## Død
Cora fik et hjerteanfald den 11. januar 2011 under en brystimplantatoperation på en klinik i Hamborg. Den var hendes sjette operation. Nogle minutter efter at operationen startede, fik hun et hjertestop. Hun blev hurtigt kørt til et hospital, hvor hun lå i koma i ni dage. Hun døde den 20. januar 2011.
Den 21. januar 2011 blev de to læger, som udførte operationen, sigtet for uagtsomt manddrab.[kilde mangler]

## Filmografi
- 2009 – Versaute Freizeit
- 2010 – Be Famous
- 2011 – Gegengerade – Niemand siegt am Millerntor!

## Priser
- 2010 – Venus Award for bedste amatør skuespillerinde
- 2010 – Venus Award for bedste legetøj serie (Sexy Cora Toys)
- 2010 – Erotixxx Award for bedste amatør skuespillerinde

## Musikudgivelser
- 2010 – "My Love – La, La, La"
- 2010 – "Lass uns kicken (Alles klar wunderbar)"